# Mike Batt
 (août 2018).
Si vous disposez d'ouvrages ou d'articles de référence ou si vous connaissez des sites web de qualité traitant du thème abordé ici, merci de compléter l'article en donnant les références utiles à sa vérifiabilité et en les liant à la section « Notes et références ».
Pour les articles homonymes, voir Batt.
Michael Philip Batt LVO (né le 6 février 1949) est un auteur-compositeur-interprète anglais, musicien, producteur de disques, directeur, chef d'orchestre et ancien vice-Président de la British Phonographic Industry.

## Biographie
Il est surtout connu pour la création du groupe musical pop-humoristique The Wombles (de la série TV du même nom) et pour la découverte de Katie Melua. Il a également dirigé de nombreux grands orchestres, comme l'Orchestre symphonique de Londres, l'Orchestre philharmonique royal, l'Orchestre philharmonique de Londres, l'Orchestre symphonique de Sydney et de l'Orchestre philharmonique de Stuttgart dans des concerts et enregistrements à la fois classique et pop.
En 2022, Mike Batt a lancé Croix-Noire, un projet artistique avec Jean-Charles Capelli, liant musique, bande dessinée et jeu vidéo.

## Discographie
- L'album Tarot Suite sorti en juin 1979 dont est extrait la chanson Lady of the Dawn
- L’album  Schizophonia  sorti en 1977, avec The London Symphony Orchestra